# George Helmy
George Samir Helmy (Jersey City, 27 de octubre de 1979) es un político y psicólogo estadounidense que ejerció como senador de los Estados Unidos por Nueva Jersey desde septiembre a diciembre de 2024, anteriormente fue miembro de la junta directiva de la Autoridad Portuaria de Nueva York y Nueva Jersey. 
Se desempeñó como jefe de gabinete del gobernador de Nueva Jersey, Phil Murphy, de 2019 a 2023. El 16 de agosto de 2024, Murphy anunció el nombramiento de Helmy para el Senado de los Estados Unidos para el puesto que dejó vacante Bob Menéndez el 20 de agosto de 2024.

## Nacimiento y educación
Helmy nació en Jersey City, Nueva Jersey, el 27 de octubre de 1979. Asistió a la escuela secundaria Glen Ridge. Recibió una licenciatura en psicología de la Universidad de Rutgers y una maestría en finanzas y administración de la Escuela de Extensión de Harvard. Helmy es copto americano.

## Carrera
Helmy trabajó para UPS como gerente de operaciones comerciales de 2001 a 2013, y como asistente del personal y defensor de constituyentes del senador Frank Lautenberg de 2012 a 2013. Luego se desempeñó como adjunto y más tarde director estatal del senador Cory Booker antes de ser contratado como jefe de gabinete del gobernador Phil Murphy en enero de 2019. Renunció en octubre de 2021 para unirse a la campaña de reelección de Murphy antes de regresar al cargo 18 días después, después de las elecciones. Helmy dejó el cargo de gobernador a fines de septiembre de 2023 y fue reemplazada por la comisionada del NJDOT, Diane Gutiérrez-Scaccetti. Después de dejar la oficina del gobernador, se desempeñó como vicepresidente ejecutivo y director de asuntos externos y políticas en RWJBarnabas Health y como comisionado de la Autoridad Portuaria de Nueva York y Nueva Jersey.

## Senado de los Estados Unidos
El New Jersey Globe informó el 13 de agosto de 2024 que Helmy sería designado para el escaño del Senado de los Estados Unidos que quedó vacante tras la renuncia de Bob Menéndez. Asumió el cargo el 9 de septiembre en calidad de interino y no es candidato en las elecciones al Senado de los Estados Unidos de 2024 en Nueva Jersey. Murphy anunció oficialmente el nombramiento de Helmy el 16 de agosto.